# Marilyn Martin
Marilyn Martin (4 mei 1954) is een Amerikaans zangeres. Martin verwierf in 1985 internationale bekendheid met de single Separate Lives, een duet met Phil Collins. Na deze hitnotering volgden meerdere solosingles en -albums, waaronder de hitsingle Move closer.
Martin werd geboren in de Amerikaanse staat Tennessee, maar groeide op in Louisville (Kentucky). Op 18-jarige leeftijd begon Martin in verschillende bandjes te spelen. Na vijf jaar kreeg ze de kans om op tournee te gaan met Joe Walsh, die samen optredens verzorgde met Stevie Nicks. Ook Michael McDonald, Boz Scaggs en Kenny Loggins maakten onderdeel uit van deze tour. Na deze tour verhuisde Martin naar Los Angeles waar zij voor verschillende artiesten als achtergrondzangeres ging werken. Zo werkte ze onder andere met Stevie Nicks, Joe Walsh, Jim Steinman, Don Henley, Tom Petty en Kenny Loggins.
Via haar platenmaatschappij Atlantic Records werd ze in contact gebracht met Phil Collins voor Separate lives, een lied dat onderdeel uit zou gaan maken van de soundtrack voor de film White Nights. De single bereikte de eerste positie in de Billboard Hot 100 en de vierde positie in de UK Singles Chart (het nummer bereikte de Nederlandse Top 40 en de Vlaamse Ultratop 50 niet). Een jaar eerder was Marilyn ook te horen op de soundtrack van de film Streets of Fire.

## Privéleven
Martin werkt als makelaar in Nashville waar ze met haar man Greg Dorman woont, een Amerikaanse producer.

## Discografie

### Albums
| Album met eventuele hitnotering(en) in de Nederlandse Album Top 100 | Datum van verschijnen | Datum van binnenkomst | Hoogste positie | Aantal weken | Opmerkingen |
| ------------------------------------------------------------------- | --------------------- | --------------------- | --------------- | ------------ | ----------- |
| Marilyn Martin                                                      | 1986                  | 30-08-1986            | 64              | 2            |             |
| This is Serious                                                     | 1988                  | -                     | -               | -            |             |
| Trust, Love, Pray                                                   | 2012                  | -                     | -               | -            |             |

### Singles
| Single met eventuele hitnotering(en) in de Nederlandse Top 40 | Datum van verschijnen | Datum van binnenkomst | Hoogste positie | Aantal weken | Opmerkingen                                    |
| ------------------------------------------------------------- | --------------------- | --------------------- | --------------- | ------------ | ---------------------------------------------- |
| Separate Lives                                                | 1985                  | 12-10-1985            | tip4            | -            | met Phil Collins / nr. 43 in de Single Top 100 |
| Move closer                                                   | 1986                  | 09-09-1986            | 8               | 9            | nr. 43 in de Single Top 100                    |

### NPO Radio 2 Top 2000
Van Marilyn Martin stond alleen Move closer in 1999 in de NPO Radio 2 Top 2000, op plek 1842.